# Гипотеза о двухъярусной кровати

Пример графа двухъярусной кровати

Гипотеза о двухъярусной кровати — это утверждение в теории перколяции, разделе математики, изучающем поведение связанных кластеров в случайном графе. Гипотеза названа так, потому что структура участвующего в ней графа похожа на двухъярусную кровать. Впервые гипотеза была высказана Питером Кастелейном в 1985 году. В 2024 году российский и американский математик Игорь Пак с коллегами нашли контрпример — граф относительно несложной конструкции, содержащий более 7000 вершин.

## Описание
У гипотезы есть много эквивалентных формулировок. Во всех формулировках строится так называемый граф двухъярусной кровати. Граф содержит два подграфа, называемых «верхним ярусом» и «нижним ярусом». Эти графы изоморфны, то есть имеют одинаковую структуру. Некоторые вершины верхнего яруса соединяется с соответствующей вершиной нижнего яруса дополнительным ребром, которые называются «столбиками».
В самой общей формулировке рёбра случайно и независимо сохраняются (остаются открытыми) с вероятностью {\displaystyle p_{i}}, и теряются (перекрываются) с вероятностью {\displaystyle 1-p_{i}}. На обоих ярусах вероятности равны, вероятности для столбиков произвольные. При этом может случиться, что на верхнем ярусе ребро осталось, а на нижнем — перекрылось, и наоборот.

## Формулировка гипотезы
Гипотеза о двухъярусной кровати утверждает: когда у горизонтальных рёбер вероятность остаться {\displaystyle p} одна и та же, а столбики всегда открыты, скорее между двумя вершинами из одного яруса сохранится путь, чем между теми же вершинами с разных ярусов. Формально:
Пусть {\displaystyle x} и {\displaystyle y} — вершины из одного яруса, {\displaystyle y'} — изоморфная копия {\displaystyle y} из второго яруса. Тогда
{\displaystyle p\{x\leftrightsquigarrow y\}\geqslant p\{x\leftrightsquigarrow y'\}}

## Интерпретация и значимость
Когда между y и y′ есть неисчезающий столбик, то, очевидно, {\displaystyle x\leftrightsquigarrow y\Leftrightarrow x\leftrightsquigarrow y'}. Таким образом, чтобы гипотеза имела смысл, нужно, чтобы столбики были не везде.
Гипотеза основывается на интуиции, что при исчезновении прямого пути от x до y найдётся резервный на другом ярусе. Потерять путь от x до y′ должно быть проще — меньше кандидатов в резервные пути. Аналогичные вопросы для случайных блужданий и модели Изинга были разрешены положительно. Первоначальной мотивировкой для этой гипотезы была более слабая гипотеза о том что при перколяции на бесконечной квадратной решётке вероятность вершины {\displaystyle (0,0)} быть связанной с {\displaystyle (x,y)} при {\displaystyle x,y\geqslant 0} больше, чем вероятность {\displaystyle (0,0)} быть связанной с вершиной {\displaystyle (x+1,y)}.
Из-за интуитивности гипотезы двухъярусной кровати её доказательство было активной областью исследований в теории перколяции. Гипотеза была доказана для определённых типов графов, таких как колёса, полные графы, полные двудольные графы и графы с локальной симметрией. Гипотеза также была доказана в пределе {\displaystyle p\to 1} для любого графа.
Авторы взяли более ранний контрпример Холлома для гиперграфов с разными вероятностями полностью потерять 3-гиперребро, оторвать от него «главную» вершину, и оторвать одну из двух второстепенных (столбики — обычные 2-рёбра), и сумели сымитировать каждое гиперребро большим количеством (более 2000) обычных равновероятных 2-рёбер. Полученный граф содержит 7222 вершины, 14 442 ребра и всего три столбика, вероятность сохранения ребра {\displaystyle p=0{,}5}, при этом разница незначительна, около 10−6500.
Для данного графа из-за относительной простоты удалось вручную оценить разницу вероятностей. Меньшие графы и бо́льшие разницы не получается найти из-за случайной природы алгоритмов: даже если уровень значимости будет 5σ (шесть девяток), ни один журнал не примет этого результата.